# Lamellibrachia luymesi
Lamellibrachia luymesi (van der Land & Nørrevang, 1975) è un invertebrato anellide della famiglia Siboglinidae, lungo fino a 2 metri, che vive ancorato ai fondali del golfo del Messico.